# Oregon Route 225
Az Oregon Route 225 (OR-225) egy oregoni állami országút, amely észak–déli irányban az Interstate 5 és a 99-es út eugene-i lehajtójától a 126-os út springfieldi kereszteződéséig halad.

## Leírás
A rövid szakasz az Interstate 5 és a 99-es út közös eugene-i lehajtójának nyugati oldalától, a keleti 30. sugárútból kiágazva indul, majd egy ideig az autópályával párhuzamosan halad, ezután egy felüljárón keresztezi azt, majd a keleti oldalon fut tovább. A második kilométernél egy vasúti vágány felett halad át, majd a harmadik kilométernél a James Parknál egy vasúti átjáró következik. Az út a Willamette-folyó nyugati partján, a 126-os útba torkollva, Glenwood mellett ér véget.